# Циммерберзький базисний тунель
47°19′40″ пн. ш. 8°31′52″ сх. д. / 47.3277159° пн. ш. 8.5312176° сх. д.

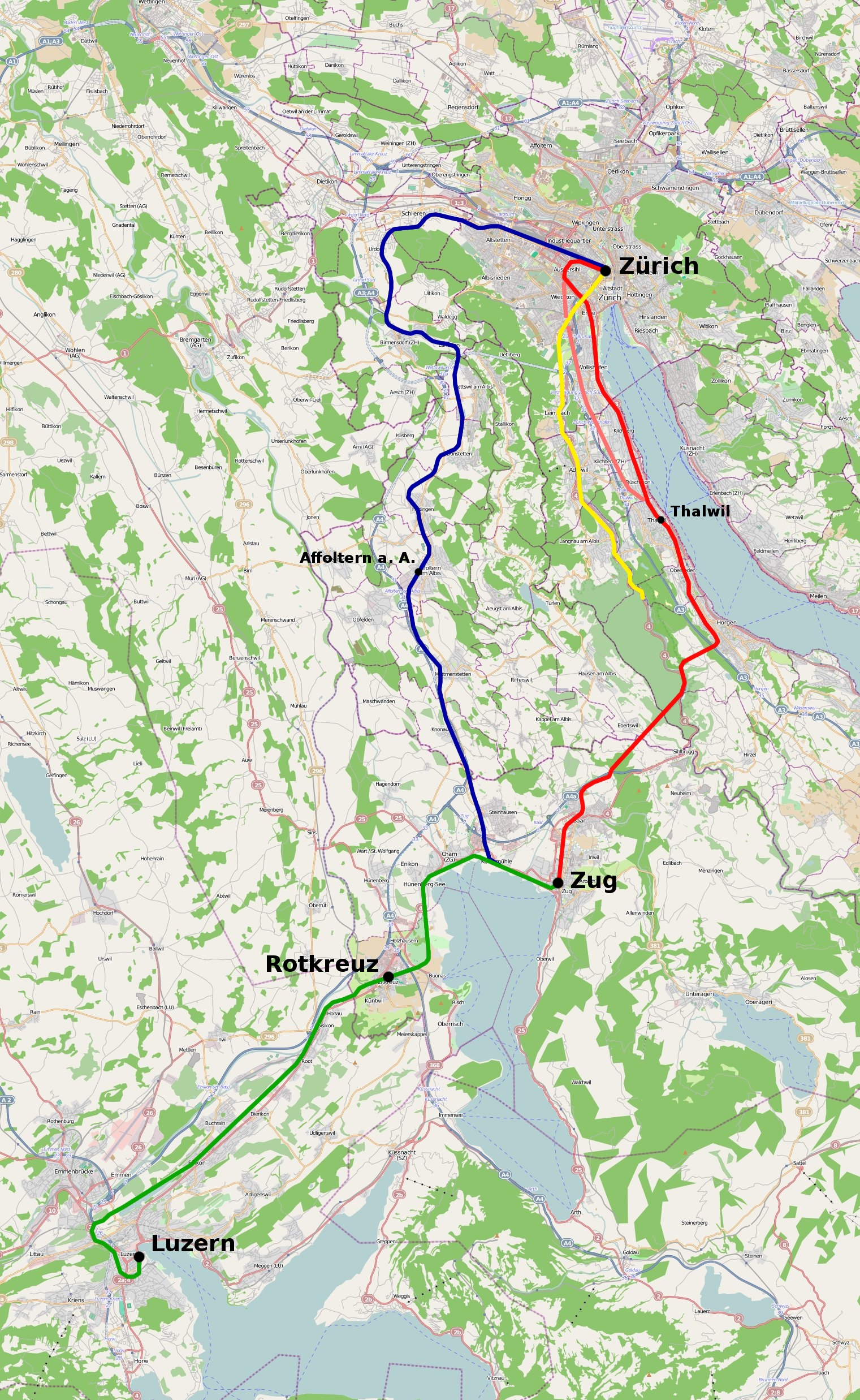
Циммерберзький базисний тунель на мапі позначено червоним

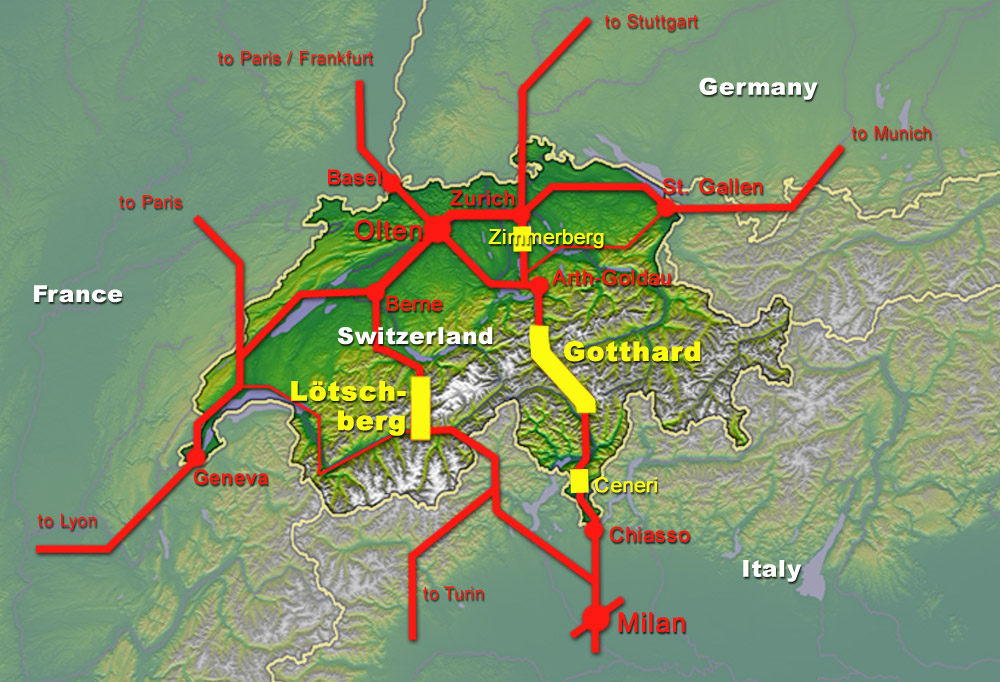
AlpTransit у Центрально-Європейській залізничній мережі

Циммерберзький базисний тунель (нім. Zimmerberg-Basistunnel (ZBT)) — залізничний тунель під горами Циммерберг у Швейцарії. Перша черга тунелю була відкрита для руху у квітні 2003 року.
ZBT поділено на дві черги робіт; станом на 2024 рік функціонує лише фаза I, а фаза II залишається на етапах планування та підготовки. Циммерберг-I має довжину близько 10 км і сполучає Цюрих з Тальвілем, і скорочує шлях у порівнянні з Лівобережним Цюрихзеебаном.

## Перша фаза
У 1990-х роках Швейцарія розпочала масштабну програму модернізації та вдосконалення своєї залізничної інфраструктури. AlpTransit передбачав будівництво базисних тунелів під гірськими перевалами Готтард, Ченері та Лечен через Швейцарські Альпи.
Циммерберзький базисний тунель (ZBT) став одним із перших тунелів, побудованих в рамках ініціативи AlpTransit.
Тунель розрахований на рух потягів з максимальною швидкістю до 200 км/год. Прогнозована вартість 10,7 км дистанції першого етапу — 820 млн швейцарських франків.
У вересні 1997 року було розпочато будівництво першої черги тунелю, відкриття відбулось у квітні 2003 року.

## Друга фаза
Проєктована фаза II ZBT є складовою ширшої програми Rail 2030, кошторисна вартість якої становить 21 мільярд швейцарських франків.
По побудові другої черги тунелю його довжина становитиме приблизно 20 км і сполучить Цюрих із Цугом.
Навіть після введення в експлуатацію другої черги планується зберегти відкриту дистанцію біля Тальвіля, що має транспортувати пасажирські та вантажні потяги, що прямують до Кура, а також міжнародні потяги до Австрії.
До введення в експлуатацію другої черги потужність і швидкість залишаються сильно обмеженими традиційними маршрутами. Федеральний парламент Швейцарії проголосував за включення другої черги до довгострокового плану розвитку на 2030—2035 роки.